# Савиков, Егор Максимович
Егор Максимович Савиков (род. 24 ноября 2002, Новокуйбышевск, Самарская область) — российский хоккеист, защитник московского «Спартака».

## Клубная карьера
Начал заниматься хоккеем в составе школы самарского ЦСК ВВС. Через год был приглашён на просмотровый турнир, после которого перешёл в систему тольяттинской «Лады», ещё через три года тренер команды Эдуард Горбачёв перешёл на работу в «Ак Барс», вместе с ним отправился и Савиков.
В 2017 году вернулся на родину в школу самарской «Кометы», где выступал в Юниорской хоккейной лиге, а в 2020 году вернулся в систему «Лады» и начал выступать в Молодёжной хоккейной лиге в составе «Ладьи». Весной 2020 года была возможность переехать в Северную Америку, однако он принял решение остаться на родине. Дебютировал в МХЛ 6 сентября 2020 года в матче против «Кузнецких медведей» (4:3). В сезоне 2020/21 был капитаном команды, провёл в МХЛ 56 матчей и набрал 34 (4+30) очка. По итогам сезона стал самым результативным защитником регулярного чемпионата МХЛ.
23 августа 2021 года в результате обмена на Владимира Бобылёва и денежную компенсацию пополнил систему московского «Спартака». Начал выступать в составе фарм-клуба воскресенского «Химика» в Высшей хоккейной лиге. Дебютировал в ВХЛ 9 сентября 2021 года в матче против ЦСК ВВС (3:1). В октябре был переведён в «Спартак» для участия в матчах Континентальной хоккейной лиги. 11 октября 2021 года дебютировал в КХЛ в матче против московского ЦСКА (0:1), проведя на площадке четыре минуты и двадцать восемь секунд. Первую шайбу в КХЛ забросил 18 марта 2022 года в матче 1/4 финала Кубка Гагарина против СКА (6:1). 7 июня 2022 года заключил новый двусторонний контракт со «Спартаком» на три года.

## Карьера в сборной
В мае 2021 года был впервые вызван в молодёжную сборную России до 20 лет и принимал участие в Кубке Чёрного моря. В августе 2021 года выступал на предсезонном турнире «Sochi Hockey Open» в составе олимпийской сборной России.
26 октября 2021 года был впервые вызван в состав сборной России на матчи Кубка Карьяла. Дебютировал за национальную команду 13 ноября 2021 года в матче против сборной Швеции (2:4). 14 декабря 2021 года был включён в состав сборной на молодёжный чемпионат мира 2022 года. На турнире провёл два матча и набрал одно (0+1) очко.